# 三宅紋寄居蟹
三宅紋寄居蟹（学名：Aniculus miyakei）为活額寄居蟹科紋寄居蟹屬下的一个种。